# Porsche Club Sverige
Porsche Club Sverige bildades 1976 av Johan Aspegren (ordförande), Anders Wickström och Anders Jeansson. Klubben består av en samling entusiaster, alla med samma gemensamma intresse för bilar av märket Porsche. För att få bli medlem i klubben krävs endast ett intresse för Porsche och att man betalar medlemsavgiften. Således är det inte ett krav att man äger en Porsche.
I december 2017 hade klubben drygt 6000 medlemmar och av de Porschebilar som då fanns registrerade i Sverige ägdes nästan en tredjedel av medlemmar i klubben.
Klubben ordnar regelbundet olika former av träffar och aktiviteter. Det kan exempelvis vara slalomtävlingar och banmöten, museibesök, familjerally och liknande. Även verkstadsbesök och studieträffar arrangeras. Även traditionella race på större banor äger rum, exempelvis på Mantorp park, Kinnekulle Ring och Karlskoga Motorstadion. Dessa race anordnas av en formellt fristående klubb kallad PCS Racing. Utöver träffar där man kör bil anordnas även resor till exempelvis Porsches fabrik i Tyskland.
Det finns motsvarigheter till Porsche Club Sverige över hela världen, men Porsche Club Sverige är världens fjärdestörsta. Porsche Club America, Porsche Club Great Britain och Porsche Club Deutschland är större.